# Azay-le-Brûlé
Azay-le-Brûlé é uma comuna francesa na região administrativa da Nova Aquitânia, no departamento de Deux-Sèvres. Estende-se por uma área de 22,1 km². Em 2010 a comuna tinha 2 058 habitantes (densidade: 93,1 hab./km²).